# Attenrode

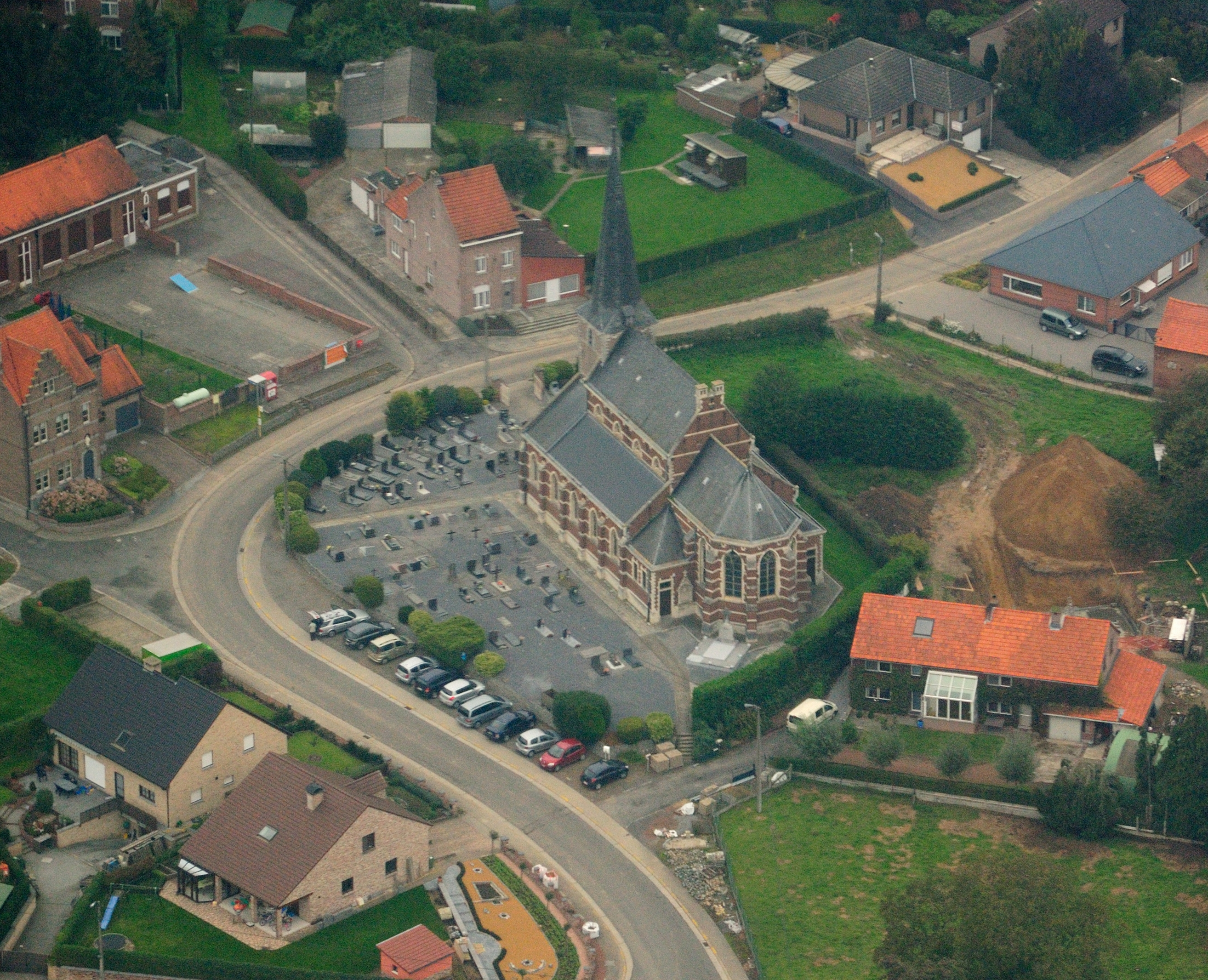
kern Attenrode met Sint-Andrieskerk

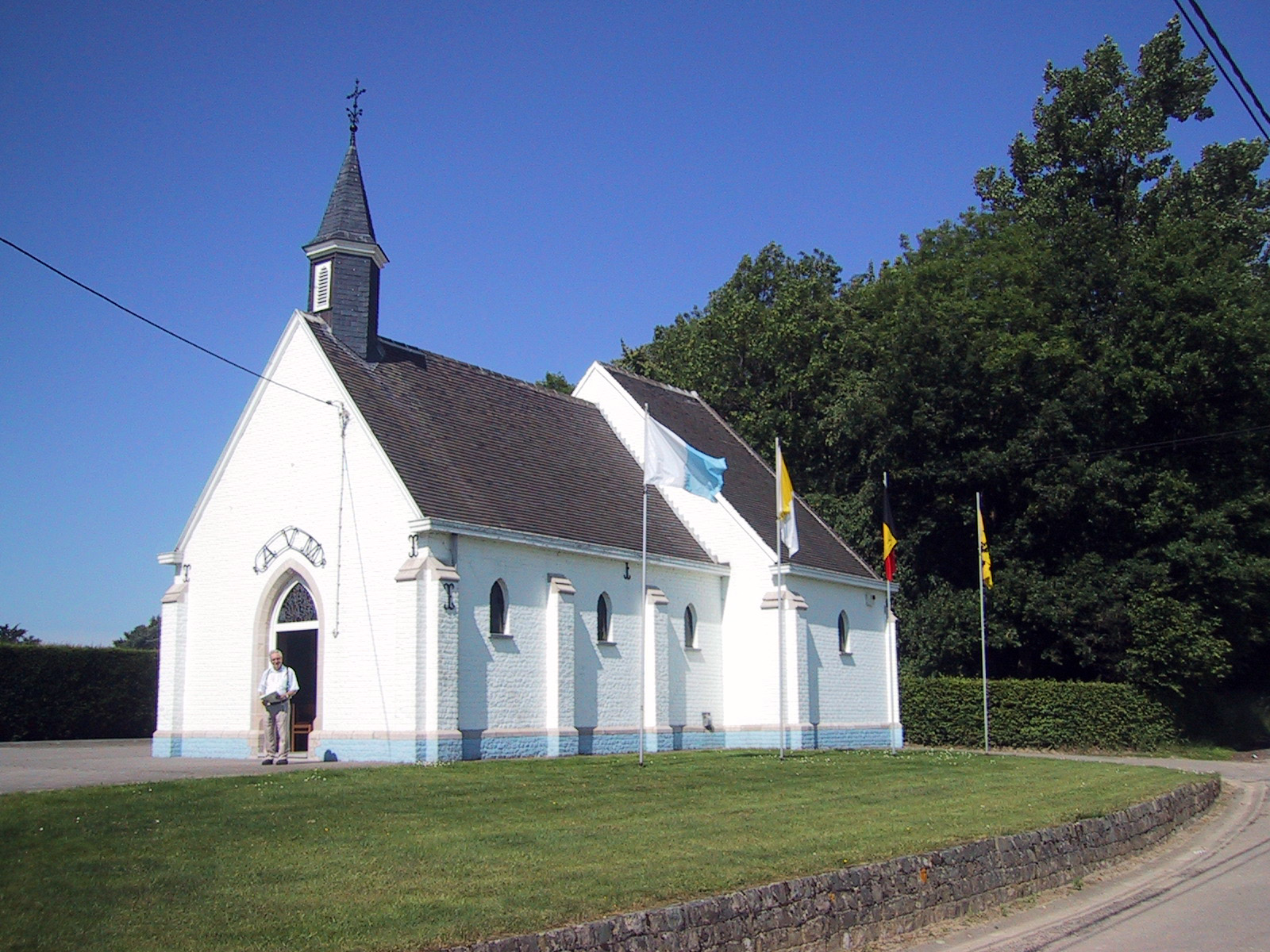
Heinkensberg, Wever: Kapel van Onze-Lieve-Vrouw Troosteres der Bedrukten

Attenrode is een plaats in de Belgische provincie Vlaams-Brabant en een deelgemeente van Glabbeek. Attenrode was een zelfstandige gemeente tot aan de gemeentelijke herindeling van 1977.

## Toponymie
In de oude attestaties van de naam heeft het eerste naamdeel een lange a. De oorsprong ligt dus in Āto + rode, hetgeen gerooid bos van Ato (met lange a) betekent. De eerste verwijzing naar het dorp vinden we in 1145: apud aterode (An. 1893, p. 192).

## Geschiedenis
De gemeenten Attenrode en Wever werden bij Koninklijk Besluit van Willem I in 1825 tot één gemeente verenigd met de naam Attenrode. De deelgemeente wordt daarom ook wel Attenrode-Wever genoemd. Sinds 1977 werden ook de dorpen Bunsbeek, Kapellen (Glabbeek) en Glabbeek-Zuurbemde toegevoegd en heet de nieuwe gemeente Glabbeek. Sinds 1 januari 1995 ten slotte, maakt het dorp deel uit van de nieuwe provincie Vlaams-Brabant.
In 1944 werd de collaborateur Gaston Merckx tijdens de jaarlijkse kermis vermoord. Dit gaf aanleiding tot het drama van Meensel-Kiezegem.

## Geografie

### Kernen
Naast Attenrode zelf behoort ook het dorp Wever tot de deelgemeente.

### Ligging
Attenrode ligt in het oosten van de Belgische provincie Vlaams-Brabant. Het behoort tot het arrondissement Leuven, en ligt in het gerechtelijk kanton Tienen (maar in het kieskanton Glabbeek).

## Bezienswaardigheden
- Het Kasteel  Attenrode
- De Sint-Andreaskerk

## Natuur en landschap
Attenrode ligt op een hoogte van 40-85 meter. 

## Demografische ontwikkeling
- Bronnen:NIS, Opm:1831 tot en met 1970=volkstellingen; 1976 = inwoneraantal op 31 december

## Cultuur

### Evenementen
- Jaarlijkse processie op 15 augustus
- De jaarlijkse kermis van het dorp vindt plaats op de laatste zondag van juli.
- Elke 25 jaar een praalstoet.

Patroonheilige van de parochie Attenrode is Sint Andreas. De huidige parochiekerk dateert van 1911.

## Nabijgelegen kernen
Wever, Glabbeek, Meensel, Binkom